# Huracán Bob (1985)
El Huracán Bob fue un huracán que afectó el sudeste de Estados Unidos y se sintó en el norte de Cuba y las islas Bahamas en julio de 1985. Fue la segunda tormenta tropical y el primer huracán de la temporada de huracanes en el Atlántico de 1985, el sistema se desarrolló a partir de una onda tropical el 21 de julio en la zona oriental del golfo de México.
Bob comenzó a desplazarse al este, pasando por el suroeste de la Florida como una tormenta tropical débil. El ciclón se desvió hacia el norte y se intensificó rápidamente a la categoría de huracán el 24 de julio. Al día siguiente tocó tierra cerca de Beaufort en Carolina del Sur, convirtiéndose en el primero del récord de una cadena de seis huracanes que azotó a Estados Unidos durante una sola temporada. Bob se debilitó rápidamente sobre tierra, y fue absorbido por una vaguada a través de la zona oriental de Virginia Occidental el 26 de julio.
En el transcurso del ciclón, el Centro Nacional de Huracanes en EE. UU. tuvo que emitir varios avisos de tormenta, y posteriormente, la advertencia de huracán.  Se realizaron evacuaciones en los estados de Carolina del Sur y Georgia, además como la suspensión de jornadas de trabajos y cierre de establecimientos comerciales.
Bob causó USD$ 300 millones en daños y 58 muertes directas, 40 indirectas y 102 desaparecimientos. En Florida, la tormenta produjo lluvias torrenciales, superando los 508 mm en Everglades City. En la mayoría de las áreas, la lluvia fue beneficiosa debido a las condiciones de sequía que había persistido durante todo el año. El daño fue mínimo en Carolina del Sur, donde el huracán tocó tierra de forma definitiva. En Virginia, la tormenta generó tres tornados, uno de los cuales destruyeron dos viviendas.

## Cronología meteorológica

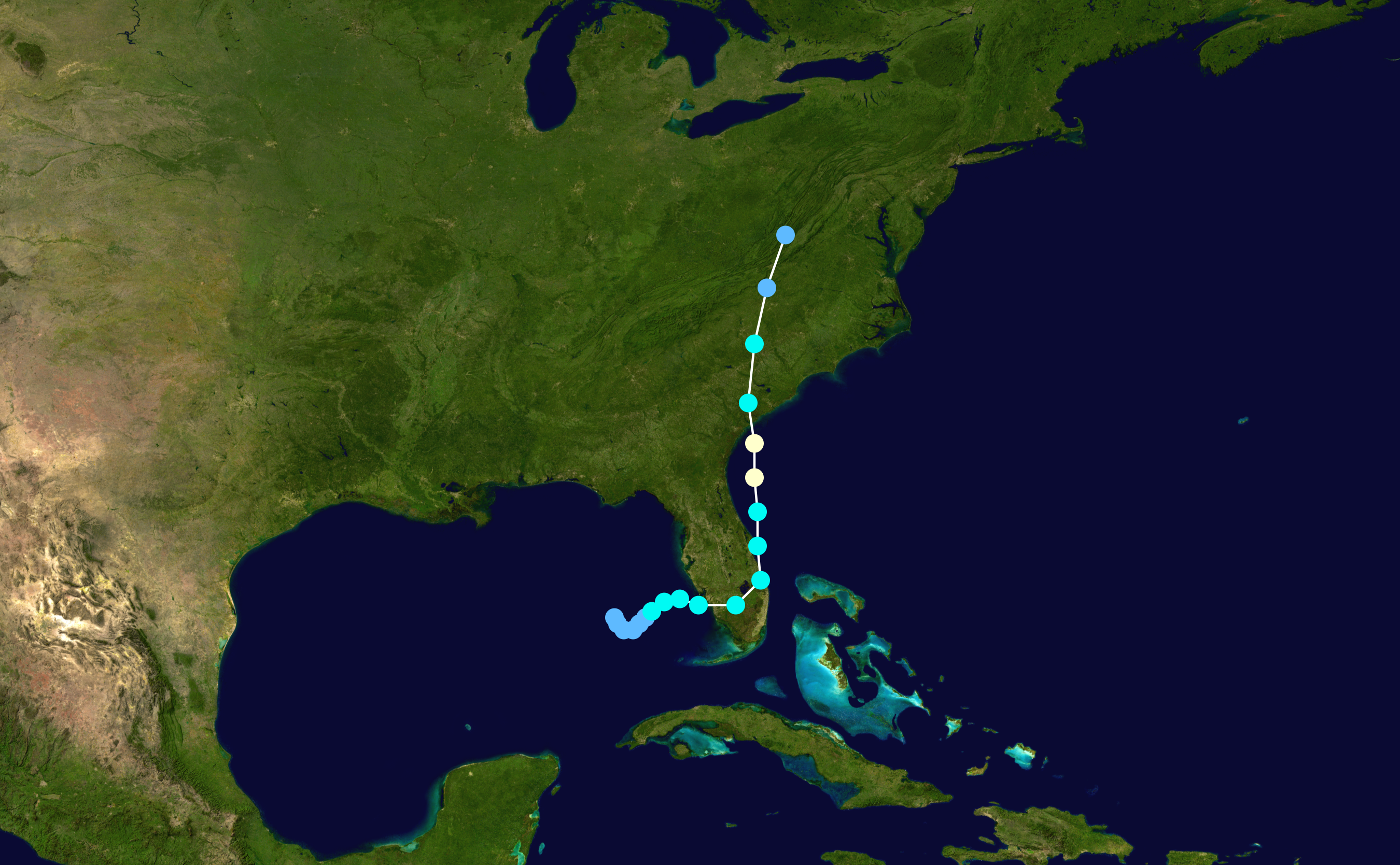
Trayectoria del ciclón

Los remanentes de una onda tropical entraron al oriente del golfo de México el 20 de julio. Un área de baja presión se forma y se desarrolla en una depresión tropical el 21 de julio. Bajo las corrientes de dirección débiles, la depresión tropical se aleja al sureste y luego se desvía más tarde al noreste y al este.
Con base en informes de los Cazadores de Huracanes, el sistema se intensificó en la tormenta tropical Bob a las últimas horas del 22 de julio. Bob no se organizó de manera significativa debido a que pasó por el este del golfo, y tocó tierra como tormenta tropical entre Naples —Nápoles en español— y Fort Myers, en la Florida el 23 de julio con vientos de 70 km/h. En ese momento, la mayoría de las convecciones atmosféricas estaba concentradas al sur y al este del centro de la tormenta.
Mientras se movía a través de Florida, Bob se desvió hacia el noreste y luego al norte, posteriormente abandonó la península, entrando en el Océano Atlántico cerca de Vero Beach en el mencionado Estado, a principios del 24 de julio. Mientras se desplazaba sobre las aguas cálidas de la corriente del Golfo, se organizó rápidamente y se intensificó en un huracán de categoría 1, al este de Jacksonville (Florida), con vientos hasta de 110 km/h, debido a que fue introducido en la prolongación occidental de la cresta subtropical, Bob mantuvo muy alto el promedio de presión atmosférica a lo largo de su existencia.
El huracán continuó hacia el norte, y tocó tierra cerca de Beaufort (Carolina del Sur) a las primeras horas del 25 de julio , mientras que los vientos se mantenían en 120 km/h aproximadamente. Bob se debilitó rápido en tierra, se degradó en una tormenta tropical tres horas después de tocar suelo firme. Doce horas más tarde, declinó a depresión tropical cerca de la frontera de Carolina del Norte con Virginia. los excedentes de Bob se trasladaron hacia el norte-noreste, y fueron absorbidos por una vaguada en la zona oriental de Virginia Occidental el 26 de julio. Un área de perturbación del clima conjunta se mantuvo separada de dicha depresión, y continuó al noreste a través de la región del Atlántico medio y Nueva Inglaterra en Estados Unidos.

## Preparativos
Cuando Bob se convirtió en tormenta tropical, el Centro Nacional de Huracanes emitió advertencias de tormenta para el cayos de la Florida al oeste de Cayo Craig, y desde Flamingo a Venice —Venecia en español— en es mismo Estado. Las advertencias se publicaron más tarde por la costa atlántica de la Florida hacia el norte a través de San Agustín. Las pequeñas embarcaciones del sur de San Agustín fueron advertidas de permanecer en puerto.
Mientras la tormenta se encontraba fuera de la costa centro-este de Florida, el Centro Nacional de Huracanes emitió una advertencia de tormenta y una vigilancia de huracán desde Savannah en Georgia para Little River en Carolina del Sur. El aviso de tormenta pasó a ser una advertencia de huracán después de que Bob se intensificara en categoría 1. Hubo miles de residentes evacuados en Carolina del Sur, muchos de los cuales se albergaron en hoteles alejados de la zona costera; 850 personas buscaron protección en refugios, 500 de ellas en una escuela primaria en el condado de Horry y 240 en un refugio en el Grand Strand en Little River.
En el condado de Beaufort, las empresas de la ciudad y del condado cerraron temprano y se les aconsejó dejar llegar a los trabajadores a sus domicilios antes de tiempo. Oficiales del Condado de Chatham (Georgia) evacuaron a hogares de ancianos en la isla de Tybee, y alentaron a otros a abandonarla debido a la posibilidad de mareas altas que pudieran aislarla cortando la ruta federal 80.

## Impacto
El Huracán Bob generó daños por USD$ 40,4 millones y ha causó cinco muertes indirectas. Los daños provocados por la tormenta no fue lo suficientemente grave como para justificar la jubilación del nombre «Bob», y tal como se volvió a utilizar durante la temporada de 1991.

### Florida

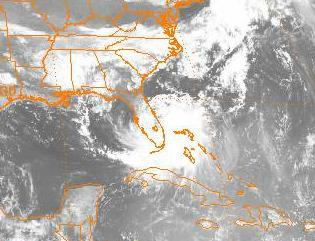
La tormenta tropical Bob al tocar tierra en Florida. Este ciclón también se sintió en el norte de la isla de Cuba y las Bahamas.

En el sur de la Florida, las lluvias más fuertes se mantuvieron al sur y al este del centro de la tormenta; en Everglades City se registró 546 mm de precipitación. Se informó que en partes del norte del estado se sobrepasó varios milímetros de precipitación. En Naples, los vientos sostenidos alcanzaron los 65 km/h, con un nudo máximo de 93 km/h.
El oleaje y las mareas por encima del nivel medio causaron una severa erosión costera moderada en ciertas parte de las costas en los condados Manatee, Sarasota y Charlotte. Antes de tocar tierra, la tormenta tropical Bob dio lugar a un tornado F0 en el Condado de Brevard que causó USD$ 4700 en daños a lo largo de sus 1,6 km de ruta de acceso.
La tormenta tropical Bob dejó vías inundadas y árboles caídos en la Florida. Las olas impetuosas rompieron los diques en partes del suroeste del estado, y la combinación de las altas mareas y fuertes lluvias obligó al cierre de las calzadas de la isla de Sanibel y Marco, dejándolas temporalmente aisladas, las cuales se reabrieron cuando las aguas retrocedieron; aunque la calzada de Sanibel sufrió algunos daños.
La entidad Florida Power & Light Co. reportó que entre 1200 y 1500 viviendas quedaron sin electricidad el 23 de julio. En el Condado de Palm Beach, la lluvia de la tormenta causó daños a la agricultura. En general el daño fue mínimo y principalmente limitado a menores propiedades cerca de la costa. La lluvia de la tormenta fue beneficiosa en las zonas que habían sufrido las condiciones de sequía. En el noreste de Florida y Georgia, la erosión de las playas se produjo a lo largo de la costa. Bob fue uno de los cuatro ciclones tropicales de julio en afectar al Condado de Palm Beach desde 1878.

### Las Carolinas

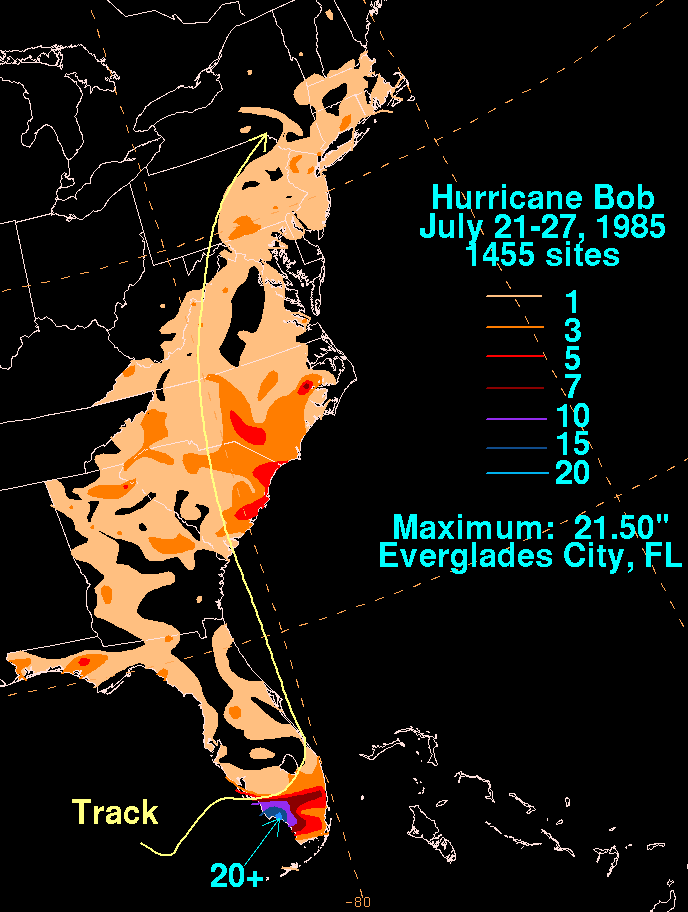
Totales en mm de lluvia estimada por el huracán Bob

Los vientos más fuertes del [huracán Bob se limitaron a las zonas al este de su centro cuando tocó tierra alrededor de la 1:00 a. m. hora del este. A lo largo de la barrera de islas de las costas de Charleston (Carolina del Sur), las ventanas de muchas casas estaban quebradas y los cables eléctricos derribados. En el interior de los inmuebles, a pesar de los fuertes vientos, la falta de daños se describió como un hecho «casi increíble».
En Georgetown (Carolina del Sur), 170 km al noreste de donde la tormenta tocó tierra, se registró vientos sostenidos de 93 km/h, y la espiral de una banda de lluvia produjo ráfagas de viento de nudos de hasta 134 km/h en Holden Beach (Carolina del Norte). Al moverse en tierra, el huracán generó mareas de 0,79 m estimado Edisto Beach (Carolina del Sur).
La lluvia en las Carolinas fueron moderadas, porciones de la costa de Carolina del Sur recibió más 127 mm de precipitación. En Myrtle Beach se reportó un pico a nivel estatal de 198 mm. Las fuertes ráfagas de viento del huracán derribaron árboles y cables eléctricos, dejando a más de 32.000 personas sin energía, incluyendo más de 25.000 en la zona de Charleston. Cerca de la costa, fuertes vientos destrozaron las ventanas de muchas viviendas.
El fuerte oleaje rompió muchos diques en Charleston, inundando calles y casas con agua de mar. Los daños en el estado fueron relativamente leves, y no se reportaron destrozos graves; sin embargo, una estación de gasolina en Folly Beach fue destruida por los vientos, y algunas estructuras a lo largo de la costa sufrieron daños en el techo.
En el puerto de Charleston, un barco cisterna de petrolero vacío encalló en un banco de arena por los ventarrones; a lo largo de la mayoría de las áreas la tormenta redujo su fuerza, en Summerville, Carolina del Sur un sargento de la policía comentó: «Todos los que hemos tenido algunos árboles fueron derribados, apenas lo suficiente como para que valga la pena quedarse hasta tan tarde.» Gran parte de Carolina del Norte recibió más de 25,4 mm de lluvia, hasta 178 mm cayeron en el Condado de Beaufort. La tormenta causó un fatal accidente de tránsito en el estado.

### Atlántico Medio y Nueva Inglaterra
En Virginia, una gran banda de tormentas eléctricas asociadas con el huracán produjo fuertes vientos y generó tres tornados. Una nube de embudo que se formó en el Condado de Albemarle evolucionado hasta convertirse en un tornado F3 después de pasar por Condado de Greene, en donde destruyó dos casas y arrancó varios árboles, causando USD$ 470.000 (2006) en daños. Otros tornados F0 se formaron también en los Condado de Goochland y Hannover; las dos tormentas provocaron daños en un total de diez casas; asimismo muchas nubes en forma de embudo fueron vistas en toda el área metropolitana de Washington-Baltimore.
Las fuertes precipitaciones y vientos interrumpieron la Congregación Nacional de Boy Scout de ese año, que se celebraba en la base militar Fort AP Hill , cerca de Fredericksburg (Virginia), derribando cientos de tiendas de campaña y cincuenta baños portátiles. Un scout fue golpeado por una puerta que se desprendió, y otros más sufrieron cortes y magulladuras de menor importancia. La tormenta produjo vientos de 77 km/h en el Aeropuerto Nacional Ronald Reagan de Washington, y por lo menos 30.000 personas se quedaron sin electricidad cerca de Washington D. C. y 125.000 en Baltimore.
Una represa en el noreste de Virginia sufrió averías y daños causados por la tormenta, a la vez que agitadas mareas volcaron unos pocos barcos a lo largo del río Potomac, mientras que las precipitaciones de las partes restantes de Bob forzó a la cancelación de un juego de béisbol que disputaban los Richmond Braves, además que también causó el desplome de una vivienda en construcción en las cataratas Great del Potomac en Maryland.
En algunas vías se presentaron varios accidentes de tránsito; una persona en Washington D. C. y tres en Maryland murieron. Los alto vientos en el área de Washington D. C. volcaron una aeronave Cessna 210 cerca de Hains Point, con cinco tripulantes de un equipo de televisión. El equipo trabajaba para la serie de televisiva Lime Street —Calle Lima en español— y que había estado preparando para filmar una escena de persecución. Los cinco tripulantes escaparon del avión de forma segura con la ayuda de la patrulla del puerto del Departamento de Policía Metropolitana del Distrito de Columbia.
Las precipitaciones en los estados del Atlántico Medio y Nueva Inglaterra fue de alrededor de 25,4 mm con reportes aislados de más de 76 mm. Cerca de 13 mm de precipitación cayó en Atlantic City (Nueva Jersey) en sólo 10 minutos. En Maryland, las precipitaciones ayudaron a aliviar la persistente sequía, por la cual entonces pasaba el estado.